# Galerucella sagittariae
Galerucella sagittariae är en skalbaggsart som först beskrevs av Leonard Gyllenhaal 1813.  Galerucella sagittariae ingår i släktet Galerucella, och familjen bladbaggar. Arten är reproducerande i Sverige.